# W·B·R·金
W·B·R·金（英語：William Bernard Robinson King，1889年11月12日—1963年1月23日）是一位英国地质学家。

## 生平
一战期间参加英國陸軍預備役部隊，1949年当选皇家学会会士，曾任伦敦地质学会会长，1951年获麦奇生奖章。